# كباب حلبي
كباب حلبي تشتهر حلب بأفضل أنواع المشويات من اللحوم المحضرة بطرق احترافية، ومن المأكولات المعروفة الكباب الحلبي وهو من أشهر أنواع المشويات ومعروف عالميأ، ويتكون من اللحم المفروم المضاف اليه خلطة وبهارات خاصة يحضر على شكل اصابع على اسياخ الشواء ويسوى على الفحم، يقدم الكباب الحلبي مع مفروم البقدونس وشرائح البصل، وكذلك الطماطم المشوية والبصل المشوي ويرش عليه السماق ويقدم معه أصابع البطاطا المقلية.